# David González Torres
David Daniel González Torres (Ciudad Autónoma de Buenos Aires, Argentina, 8 de julio de 2003) es un futbolista argentino que se desempeña como Extremo Izquierdo. Actualmente se encuentra en Racing Club de la Primera División de Argentina.

## Trayectoria

### Racing Club
Salido de las inferiores académicas, debutó en primera división el 9 de febrero de 2024 ante San Lorenzo en la goleada por 4-1 de su equipo por la jornada 4 de la Copa de la Liga Profesional 2024.